# Chinook (Hunderasse)
Der Chinook ist eine nicht von der FCI anerkannte Hunderasse aus den USA. Er wird durch den UKC und seit dem 1. Januar 2013 durch den AKC anerkannt. Die Rasse ist der offizielle State Dog des US-Bundesstaats New Hampshire.

## Herkunft und Geschichtliches
Die meisten der Urbewohner Nordamerikas hielten Hunde. Diese hier beschriebenen sind nach einem Volk im Norden benannt: den Chinook. Hunde dieses Typs waren keine Spezialisten, sondern umweltangepasste Universalhunde; genügsam und sehr kräftig, so dass sie im „Vorpferd-Land“ Amerika und erst recht in den subpolaren Gebieten als Zugtiere gebraucht wurden, genauso wie als Jagdhunde. Diese Hunde galten als ausgestorben, bis sich A. Walden daran machte, diese Rasse unter Zuhilfenahme von Restbeständen zu rekonstruieren.
Er kreuzte hinzu kurzhaarige Bernhardiner, belgische Schäferhunde und Grönländer und Alaska Malamute, die er als Eskimohunde bezeichnete. Heraus kam ein Hund mit sehr großer Zugkraft. Sein Einsatzgebiet ist entsprechend seinen Vorfahren: Schlittenhund, aber auch Begleit- und Schutzhund.

## Beschreibung
Der Chinook ist ein massiger Hund mit mittellangem Haar in allen möglichen Farben. Hier sind die Gene des Bernhardiners deutlich. In vielen Fällen hat der Chinook aber ein honig-braunes Fell, die Unterseite des Körpers ist oftmals hell. Die Schnauze und die Ohren können eine schwarze Prägung haben. Die Ohren sind entweder liegend oder stehend. Die Bernhardiner-Prägung ist heute nur noch selten zu sehen – viele Chinook-Linien bringen heute wesentlich schlankere Linien hervor (z. B. Hurricane-Chinooks).

## Wesen
Chinooks sind freundlich, ruhig, nicht aggressiv. Gezüchtet, um im Team zu arbeiten, sind sie verträglich mit Artgenossen. Der freundliche, ausgeglichene Hund ist Fremden gegenüber reserviert, jedoch darf er nie ängstlich oder scheu sein. Sein Ausdruck zeigt Intelligenz, seine Erscheinung ist würdevoll.